# Barns House (Ayr)
Barns House ist eine Villa in der schottischen Stadt Ayr in der Council Area South Ayrshire. 1971 wurde das Bauwerk in die schottischen Denkmallisten in der höchsten Denkmalkategorie A aufgenommen.

## Beschreibung
Die Villa besteht aus zwei Flügeln. Das zweistöckige Hauptgebäude wurde um das Jahr 1800 errichtet. Das Mauerwerk besteht aus poliertem Sandstein und ist an der Frontseite durch einen Anstrich überdeckt, während der Stein an der Gebäuderückseite offen liegt. Die nordwestexponierte Frontseite ist drei Achsen weit. Mittig tritt der überdachte Eingangsbereich hervor. Er ist mit ionischen Pilastern und Kämpferfenster gestaltet. Die Gebäuderückseite ist hingegen fünf Achsen weit. Bei den Fenstern handelt es sich meist um zwölfteilige Sprossenfenster. An der Nordostseite schließt sich ein einstöckiger Anbau aus Bruchstein an. Das Gebäude schließt mit einem schiefergedeckten Satteldach ab. Quer zum Haupthaus verläuft das Nebengebäude, welches aus dem 17. Jahrhundert stammt.